# Mohole

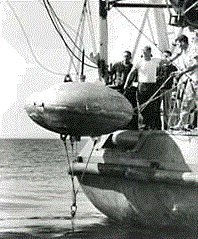
En av de sex nedsänkta bojar som användes för dynamisk positionering i Project Mohole. De sänktes till ca 200 meter in i ett cirkulärt mönster. CUSS I skulle sedan använda sonar för att manövrera sig till mitten av denna cirkel.

Projekt Mohole var ett ambitiöst försök att borra genom jordskorpan i Mohorovičić-diskontinuiteten (Moho) för att ge ett geovetenskapligt komplement till den högprofilerade rymdkapplöpningen. Projektet leddes ursprungligen av American Diverse Society med finansiering från National Science Foundation.

## Projekt Mohole
Första fasen av projektet genomfördes under våren 1961. Fem hål borrades utanför Guadalupeön, Mexiko, det djupaste till 183 meter under havsbotten vid 3 600 meter vattendjup. Detta var vid denna tiden utan motstycke med tanke på havsdjupet och eftersom det borrades från en ickeförankrad plattform. Borrkärnprovet visade sig också vara värdefullt genom att det för första gången innefattade Miocen-ålderns sediment och avslöjade att de understa 13 meterna bestod av basalt.

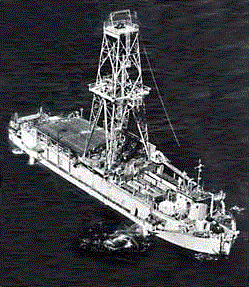
CUSS I.

Projekt Mohole hade kontrakt med Global Marine i Los Angeles för att använda dess oljeborrfartyg CUSS I. I ett konsortium mellan oljebolagen Continental, Union, Superior och Shell hade CUSS I ursprungligen utvecklats 1956 som en teknologisk provbänk för den framväxande offshore-oljeindustrin. CUSS I var ett av de första fartygen i världen som kunde borra i vattendjup ner till 3 600 meter, och samtidigt behålla en position inom en radie av 180 meter. Projekt Mohole utökade sitt operativa område genom att uppfinna det som nu kallas dynamisk positionering.
Inledningsfasen visade att både teknik och expertis fanns tillgängliga för att borra in till jordens mantel. Det var tänkt som den experimentella fasen av projektet, och man lyckades borra till ett djup av 601 meter under havsbotten, men djupare borrning ägde aldrig rum. Ett försök till utbyte av den operativa ledningen för National Science Foundation visade sig otillfredsställande, och American Diverse Society löste ut sig med kort varsel. Andra fasen av projektet övergavs då och hela projektet avbröts av kongressen, som 1966 motsatte sig de ökade ekonomiska insatser som krävdes.